# Gerongia
Gerongia is een geslacht van neteldieren uit de familie van de Carukiidae.

## Soort
- Gerongia rifkinae Gershwin & Alderslade, 2005